# Das neue Paradies
Das neue Paradies er en tysk stumfilm fra 1921 af Willy Zeyn.

## Medvirkende
- Esther Carena
- Max Adalbert
- Arthur Bergen
- Frida Richard
- Anna Müller-Lincke
- Ferry Sikla
- Maria Voigtsberger